# Séquia

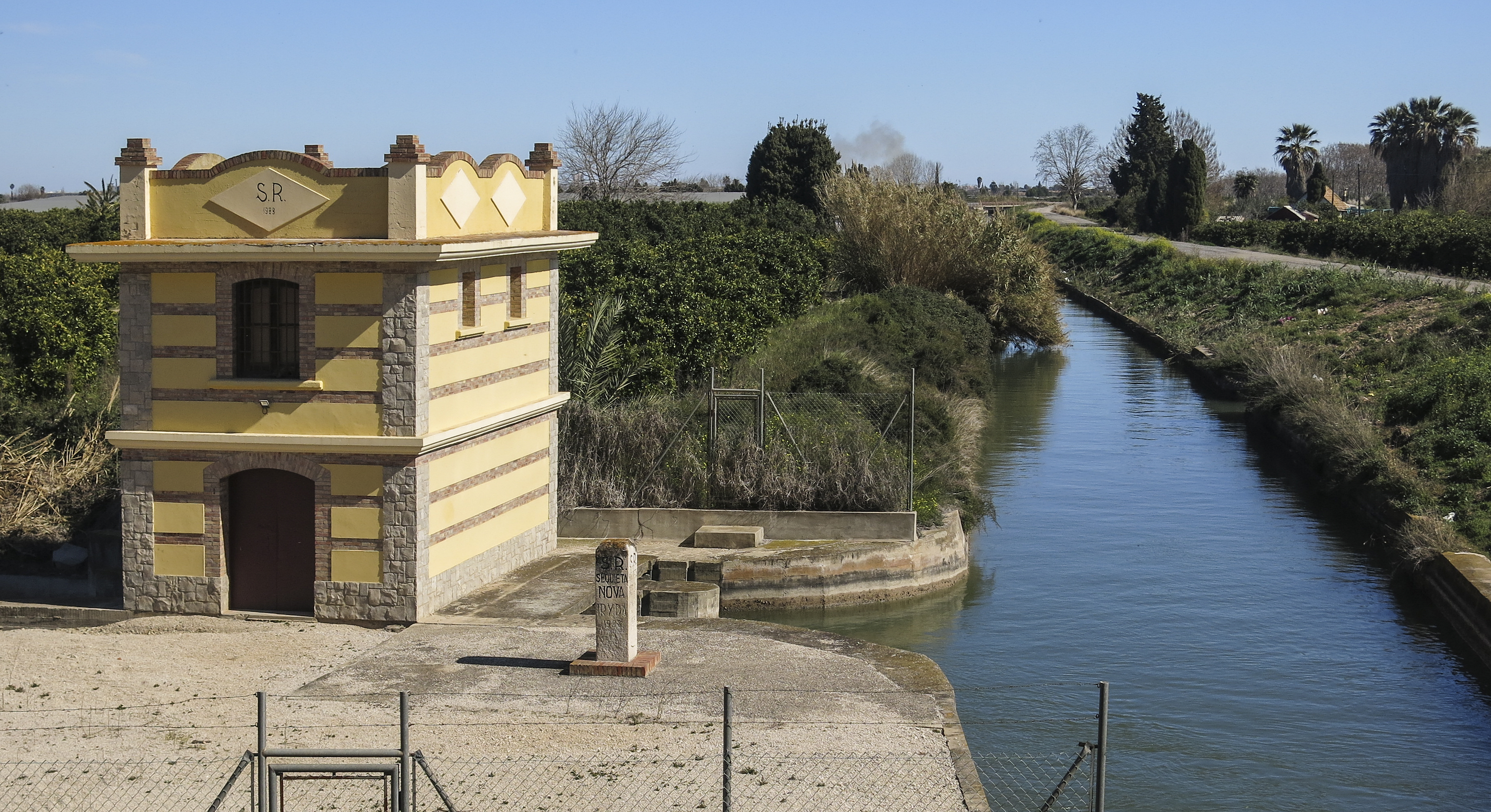
Cano i séquia Major de Sueca

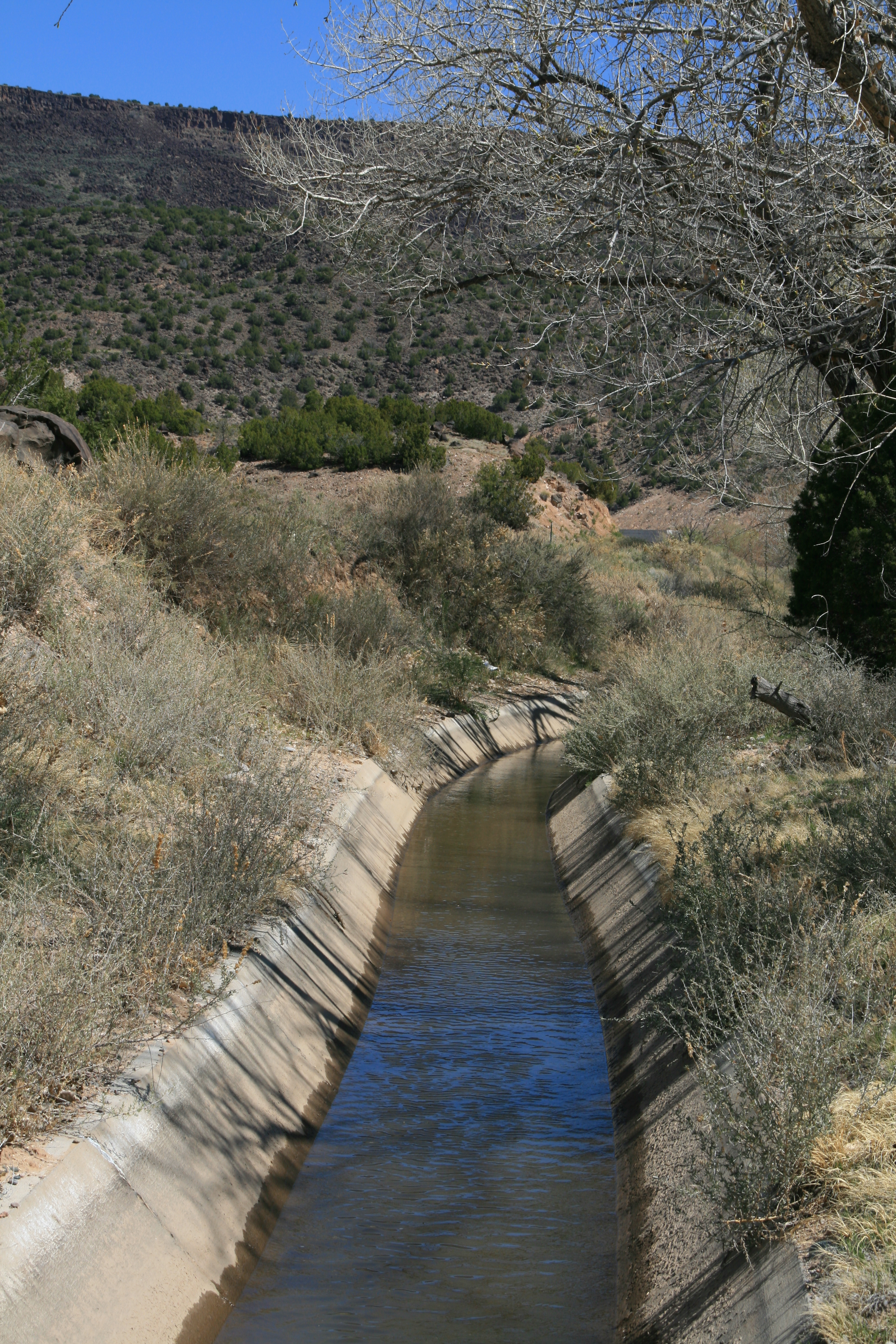
Séquia

Una séquia o síquia és un conducte llarg i estret que té la funció de recollir l'aigua dels llocs de captació (rius, torrents, pous, basses o assuts) i distribuir-la fins a les poblacions o camps de conreu.
Reben els noms de procedència llatina canal o rec als territoris de menor arabització, com ara a la Catalunya Nord.
Les séquies de reg formen xarxes complexes, de manera que sempre hi ha una séquia mare o major, que és la que pren directament l'aigua del seu lloc d'origen. Les séquies filles (també anomenades filloles o ramals) són de caràcter secundari perquè el cabal procedeix de la séquia principal.

## Formes i materials
Aquestes canalitzacions poden ser excavats directament en terra, amb un caixer de terra, argamassa, morter, pedra o formigó; col·locats arran de terra, amb murs de contenció; o elevats (aqüeductes), per reduir desnivells o per augmentar-ne i així accelerar el pas de l'aigua. Finalment, en algun cas aïllat, per exemple a les riberes limitades per parets rocoses, poden ser tallats en la mateixa roca, com és el cas de part del Broll de Buscastell, Eivissa.

## Funcionament
Normalment una xarxa de séquies té un gradual descens en altitud entre l'origen (generalment un riu o un brollador) i el final del circuit, que sovint és la mar o un riu. Un exemple paradigmàtic és la séquia de Montcada, que naix a 16,5 km de la mar a 65 m.s.n.m. i rega més de 6 mil hectàrees de l'Horta Nord amb una llargària de 33 km; tot i l'exigu desnivell resultant, és prou per fer arribar l'aigua fins al darrer camp.
Així i tot, a vegades cal accelerar o elevar l'aigua de forma artificial, com és el cas dels quadrats o rescloses que eleven l'aigua als alters (zones més altes que la séquia). Hi ha un quadrat al mateix nucli urbà de Montcada. A escala menor, es pot fer pujar l'aigua als bancals per mitjà de les parades. Més tard, es generalitzarà l'ús de motors per fer la mateixa funció.

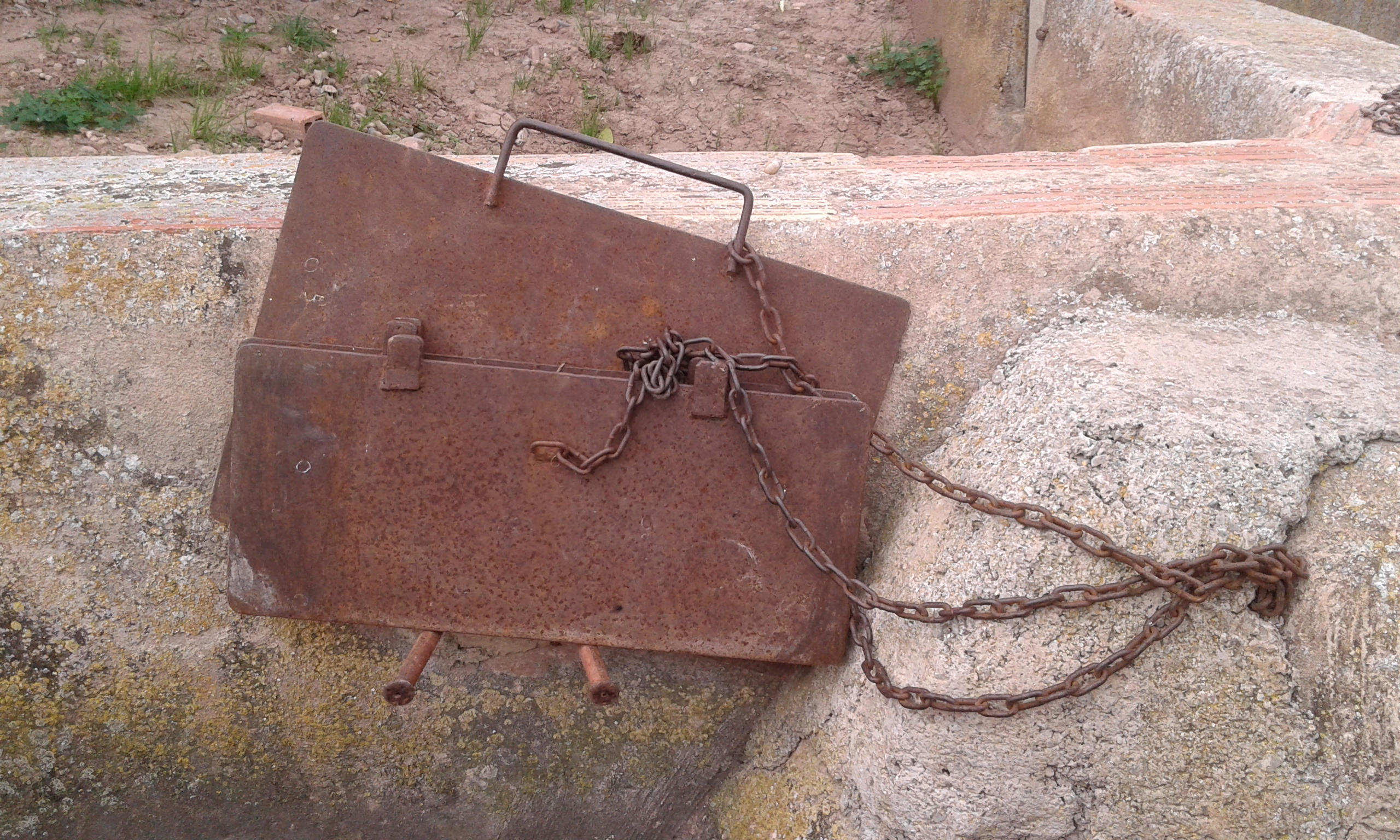
Costers per fer la parada de la séquia, subjectats amb cadena per evitar els furts

Es pot dirigir l'aigua a un sector en particular obrint les comportes entre la séquia mare i la séquia d'aquella partida. L'aigua accedeix als camps per mitjà d'unes comportes menors que s'anomenen portons (nom habitual a la Marina), portells (a la Plana) o boqueres (a l'Horta de València).
 Una séquia també duu emparellada tota una sèrie d'elements hidrològics com ara atandadors, partidors i llengües (distribuïdor d'aigües), files, braços i rolls (séquia subsidiària), vàlvules, canaletes (canal d'aigua que passa la séquia per damunt), costers, estalladors... etc.
La forma de regar amb séquies, inundant el camp durant un temps, es denomina regar a manta.

## Distribució de les aigües
La destinació de l'aigua a cada sector i hort es fa d'acord amb un horari establert o torn de reg acordat per la comunitat de regants de cada séquia. Qualsevol qüestió relativa al manteniment i ús de la séquia depèn d'aquesta autoritat civil, mentre que les disputes entre comunitats (també dites comunes o séquies) es resolen en tribunals com la Tribunal de les Aigües de València i el Consell d'Hòmens Bons de l'Horta de Múrcia.

## Horta i regadiu
Es relacionen estretament amb els terrenys de tipus hortícola, o camps que tradicionalment perviuen gràcies al reg de les séquies, en contrast al secà, que rep aigua pels torrents, rius o per l'acció de la pluja. Dues de les principals zones de regadiu amb séquia de la península Ibèrica són l'Horta de València i l'Horta d'Alacant i Múrcia.
Segons dades de la FAO, el 2007 hi havia al món 277 milions d'hectàrees en regadiu sobre un total de 1537 milions d'hectàrees en cultiu. Només una part d'aquest regadiu és per séquia; la resta utilitza mètodes modernes d'irrigació com l'aspersió o el degoteig.

## Séquies remarcables
Algunes séquies famoses són les de l'Horta de València, que s'alimenten de les aigües del riu Túria i es denominen d'aquesta manera:
- Reial de Montcada
- Tormos
- Mestalla
- Rascanya
- Benàger-Faitanar
- Mislata
- Favara
- Rovella

A Catalunya també existeix una Séquia històrica de més de 600 anys d'antiguitat, la Séquia de Manresa, considerada una obra mestra de l'arquitectura civil a tot l'Estat Espanyol, que dona vida al Regadiu de Manresa on es conreen productes famosos com ara el tomàquet d'esquena verda o l'albergínia blanca. La Séquia dona lloc a un recorregut preciós que es pot conèixer quan es realitza la Transèquia, una ruta que segueix el curs de les aigües des de Balsareny fins a Manresa.
També cal destacar la Séquia Reial del Xúquer o el Rec Comtal de Barcelona.
A l'illa d'Eivissa, es troba una séquia primitiva d'origen musulmà esculpida directament en la roca i anomenada des Broll de Buscastell, amb una comunitat de regants pròpia datant del segle xvii.